# Plenipotenciario del Reich para la Guerra Total

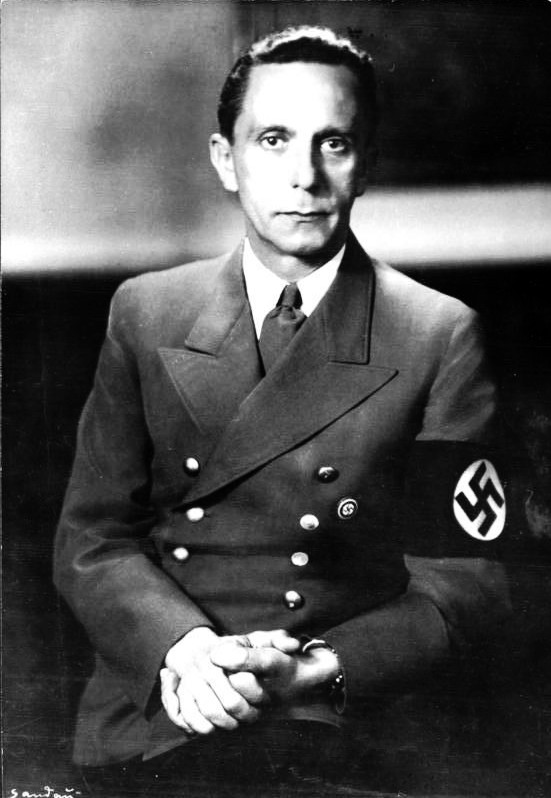
Joseph Goebbels en 1942.

El plenipotenciario del Reich para la Guerra Total (en alemán: Reichbevollmächtigter für den totalen Kriegseinsatz) fue un cargo creado por decreto de Adolf Hitler, el 23 de julio de 1944 para Joseph Goebbels, quien también era en ese momento el ministro para la Ilustración Pública y Propaganda. El propósito de la nueva oficina era reunir al pueblo alemán en un esfuerzo por lograr la "Totalen Krieg", en la cual todos los recursos civiles y todos los aspectos de la infraestructura civil y política estaban subordinados a las necesidades de los militares y el esfuerzo de guerra. La idea de crear la nueva oficina y nombrar a Goebbels para ella, había surgido del propio Goebbels. Hitler había accedido a él debido al rápido deterioro de la posición militar alemana en la guerra en el Este contra la Unión Soviética; finalmente se convenció de que solo un esfuerzo de guerra total podría contrarrestar lo que Hitler sentía, el constante debilitamiento de sus estrategias militares por parte de sus generales.
Como plenipotenciario, Goebbels estaba facultado para emitir directivas a todos los civiles y todas las partes del sector civil, así como a los jefes de incluso las más altas agencias del Reich, aunque en términos prácticos, su poder estaba restringido por las complejidades de las estructuras de poder de los nacionalsocialistas. Goebbels y su personal se esforzaron por lograr una "transformación estructural" en todo el aparato estatal.

## Nombramiento de Goebbels
El factor que, más que nada, cambió la opinión de Hitler sobre seguir adelante con la guerra total fue el intento de los oficiales de la Wehrmacht de asesinarlo en el complot del 20 de julio. Esto reforzó sus sentimientos de que sus generales estaban minando sus esfuerzos por ganar la guerra. Esto, en la mente de Hitler, había llevado al empeoramiento constante de la posición militar alemana en el Este, en la guerra contra la Unión Soviética. Aproximadamente al mismo tiempo, Goebbels y Speer enviaron los memorandos de Führerlengthy sobre la necesidad de una guerra total. Todos estos factores se unen para finalmente convertir a Hitler a la idea de que solo un esfuerzo total de guerra total podría cambiar el rumbo, y nombró a Goebbels como "Plenipotenciario del Reich para la Guerra Total" el 23 de julio de 1944; en teoría con total autoridad, congelando tanto al Comité de los Tres como a Göring, que se veía a sí mismo como la elección natural para ese papel, como líder militar, era el jefe de la Luftwaffe y, al menos en el papel, si no más de hecho, el zar de la economía alemana como plenipotenciario a cargo del Plan Cuatrienal, Sin embargo, la creación de la posición de Plenipotenciario del Reich para la Guerra Total le dio a Goebbels el poder de liderar el esfuerzo de movilización y lo hizo responsable de maximizar tanto la mano de obra de la Wehrmacht como la industria de armamentos a expensas de los sectores económicos considerados no esenciales para el esfuerzo de guerra. 
Aunque el anuncio público de la creación de la nueva oficina implicaba que la idea había venido de Göring, que todavía era en ese momento presidente del Consejo Ministerial para la Defensa del Reich, en realidad era idea de Goebbels, y el decreto tenía sido redactado por Lammers. La reacción de Göring al no haber sido designado para el puesto fue llevarlo a su finca de caza en Prusia Oriental; se negó a visitar a Hitler en su cuartel general de Wolfsschanze durante semanas. Goebbels, por otro lado, le dijo a su personal que había logrado "poderes dictatoriales prácticamente plenos" con el nuevo nombramiento.

## Acciones
Goebbels se concentró al principio en atraer a más hombres a las fuerzas armadas, lo que lo puso en conflicto con Speer, que constantemente buscaba más mano de obra para la industria de armamentos. Preocupado por la producción, Speer creía que los cambios instituidos por Goebbels presentaban "interrupciones importantes" a la producción de armamento. Speer apeló a Hitler, quien decidió a favor de Goebbels, y Goebbels y Bormann le dijeron a Speer que en adelante estaba bajo control. su orden, y que él no debía hacer más llamamientos personales a Hitler.
Como Plenipotenciario para la Guerra Total, Goebbels instituyó numerosos recortes laborales tanto dentro del gobierno como en el sector privado, aumentó la edad para que las mujeres fueran reclutadas para el trabajo de guerra de 45 a 55, trasladó a 400.000 mujeres del servicio doméstico al trabajo de guerra, y redujo sobre el número de hombres exentos del proyecto en ocupaciones reservadas, entre otras medidas. Sin embargo, a pesar de que estos pasos llevaron a más hombres a las fuerzas armadas, no fue suficiente para mantenerse al día con el número de soldados muertos, heridos o capturados. 
Goebbels también intentó llevar el control de las unidades recién organizadas del Volkssturm ("Defensa del Pueblo") a su esfuerzo de guerra total, solo para ser superado por Bormann y Himmler, que habían llegado a un acuerdo entre ellos para dividir la responsabilidad. Hitler firmó el decreto formalizando el acuerdo el 26 de septiembre, congelando a Goebbels.

## Efecto
Finalmente, a pesar de que logró algunos de sus objetivos a corto plazo, los esfuerzos de Goebbels fueron en vano, por razones esbozadas por el historiador Richard J. Evans:

Los recursos económicos de Alemania nunca fueron adecuados para hacer realidad [las fantasías alemanas de dominación imperial de Europa], ni siquiera cuando se les añadieron los recursos de una gran parte del resto de Europa. Ninguna cantidad de "movilización para la guerra total", ningún grado de racionalización económica, podría alterar este hecho fundamental de la vida.

Al compartir la evaluación realizada por Evans, el historiador Michael Burleigh fue el precursor de su discusión sobre Goebbels y la búsqueda fanática de la "Guerra total" en su trabajo The Third Reich: A New History, con una revisión del estado de la moral alemana causada por informes negativos del frente y la implacable campaña de bombardeos aliados, que inmediatamente después de la fiebre de corta duración de la movilización total de la guerra, fue drenada por "desastres militares y la persistencia de las desigualdades en tiempos de guerra"; todo lo cual contribuyó a un aislamiento progresivo del liderazgo nazi. Burleigh también destaca cómo las "exhortaciones de muerte y sacrificio heroicos tenían poca semejanza" con el estado de ánimo del pueblo alemán y que "la población se encogió ante cualquier cosa contaminada con ideología", pero prefirió el consuelo que encontraron en la Iglesia para lidiar con su pérdida y dolor.